# Le Vent d'ouest (peinture)
Pour les articles homonymes, voir The West Wind.
Le Vent d'ouest (The West Wind) est une peinture de Tom Thomson. Elle présente un pin solitaire au sein d'un paysage typiquement canadien : ciel, collines, plan d'eau et limon. « Notre seul et unique arbre dans un pays d'arbres,. » C'est la dernière œuvre de l'artiste et serait, selon certains historiens de l'art, incomplète.

## Analyse
« un grand bonsaï, »

Thomson base The West Wind sur une esquisse de 1916, alors qu'il travaille comme garde forestier dans le parc provincial Algonquin. Dans sa version finale, Thomson déplace le pin plus loin vers la droite, ce qui a un effet sur le paysage arrière.

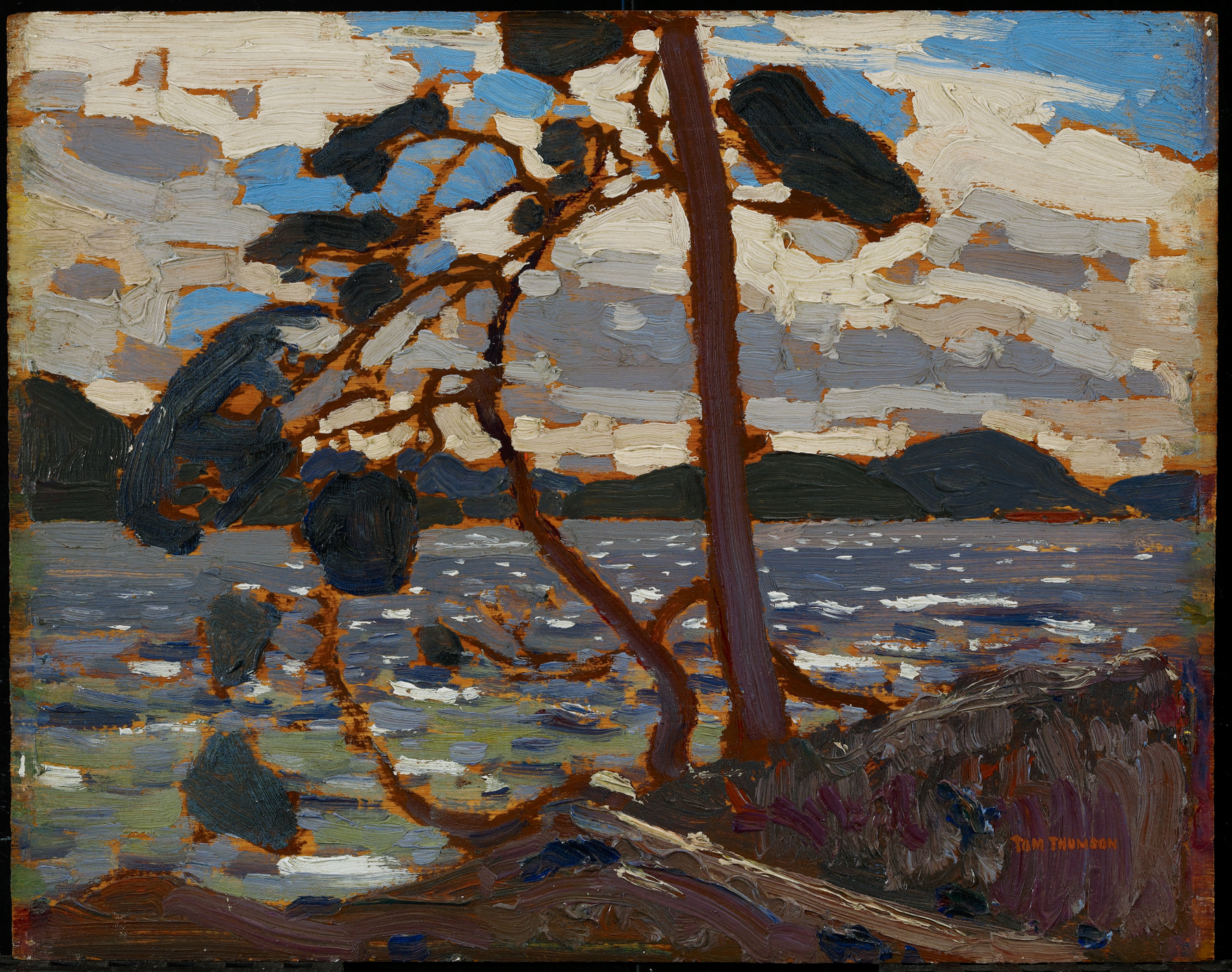
Pochade de 1916.

Le paysage représenté pourrait être inspiré des lieux de travail de Thomson. Selon Winifred Trainor, le site représenté est celui de Cedar Lake (Nipissing) (en). Le nom de lac Kawawaymog (ceb) ressort également[source insuffisante].
L’œuvre présente des similitudes avec une œuvre précédente de l'artiste : Le Pin (The Jack Pine), qui présente un pin gris.
Ce tableau est exposé au Musée d'Orsay (galerie des impressionnistes).

## Traductions
1. ↑  (en) « our one and only tree in a country of trees. »
2. ↑  (en) « a magnified bonsai »